# Atsushi Yoneyama
Atsushi Yoneyama (jap. 米山 篤志 Yoneyama Atsushi; ur. 20 listopada 1976) – były japoński piłkarz, reprezentant kraju.

## Kariera klubowa
Od 1998 do 2010 roku występował w klubach: Tokyo Verdy, Kawasaki Frontale, Nagoya Grampus i Tochigi SC.

## Kariera reprezentacyjna
W reprezentacji Japonii zadebiutował w 2000.

## Statystyki
| Reprezentacja Japonii | Reprezentacja Japonii | Reprezentacja Japonii |
| Rok                   | Mecze                 | Gole                  |
| --------------------- | --------------------- | --------------------- |
| 2000                  | 1                     | 0                     |
| Razem                 | 1                     | 0                     |